# 犬甘久知
犬甘 久知（いぬかい ひさとも）は、戦国時代から江戸時代初期にかけての武将で、小笠原氏の家臣。犬甘政徳の三男。

## 略歴
犬甘氏は大伴氏流とも伝えられる。
久知の名が文献に出てくるのは、天正10年（1582年）7月に、兄・政信が信濃国筑摩郡での木曾義昌との戦で討ち死にし、久知が家督を継いだとの記録が初見。同年8月3日に小笠原長時の三男・貞慶が出した貞慶安堵状が残されており、それによれば久知の本領は安曇郡犬甘・北方・青嶋及び筑摩郡蟻ヶ崎（深志城の北部から北西部）に渡り、総貫高はおよそ900貫文と、家臣筆頭であった。その後も、同年中の仁科氏攻略（貞慶の怨恨戦）から高遠城攻めまで数多くの戦で貞慶に従い出陣し、領内の統一に尽力したとされる。
久知は、小笠原氏3代（貞慶、貞慶の長男秀政、秀政の次男忠真）に仕え、秀政が家康と和睦し、下総国古河藩、信濃飯田藩を経て慶長18年（1613年）、信濃松本藩に加増移封されると、筆頭家老として知行1600石を与えられた。大坂の陣には子・久信が秀政に従って出陣しており、その前後で亡くなったと思われる。